# Pozo Conejo
Pozo Conejo är en ort i Mexiko.   Den ligger i kommunen Villa Hidalgo och delstaten Oaxaca, i den sydöstra delen av landet, 400 km sydost om huvudstaden Mexico City. Pozo Conejo ligger 1 664 meter över havet och antalet invånare är 179.
Terrängen runt Pozo Conejo är kuperad västerut, men österut är den bergig. Terrängen runt Pozo Conejo sluttar västerut. Runt Pozo Conejo är det ganska glesbefolkat, med 47 invånare per kvadratkilometer. Närmaste större samhälle är San Ildefonso Villa Alta, 18,1 km norr om Pozo Conejo. I omgivningarna runt Pozo Conejo växer i huvudsak städsegrön lövskog.